# Terelle
Terelle ist eine italienische Gemeinde in der Provinz Frosinone in der Region Latium mit 285 Einwohnern (Stand 31. Dezember 2023). Sie liegt 135 km südöstlich von Rom und 57 km südöstlich von Frosinone.

## Geographie
Terelle liegt im Massiv des Monte Cairo (1669 m).
Es ist Mitglied der Comunità Montana Valle del Liri.
Die Nachbarorte sind Atina, Belmonte Castello, Casalattico, Cassino, Colle San Magno, Piedimonte San Germano, Sant’Elia Fiumerapido und Villa Santa Lucia.

## Bevölkerungsentwicklung
| Jahr      | 1861 | 1881 | 1901 | 1921 | 1936 | 1951 | 1971 | 1991 | 2001 | 2017 |
| --------- | ---- | ---- | ---- | ---- | ---- | ---- | ---- | ---- | ---- | ---- |
| Einwohner | 2004 | 2033 | 1804 | 2558 | 2121 | 2278 | 1077 | 706  | 603  | 388  |

Quelle: ISTAT

## Politik
Vincenzo Antonio Leone (Bürgerliste) wurde im Mai 2006 zum zweiten Mal zum Bürgermeister gewählt. Seit dem 6. Juni 2016 übt Dino Risi das Bürgermeisteramt aus.